# 310. pr. n. št.
310. pr. n. št. je deveto desetletje v 4. stoletju pr. n. št. med letoma 319 pr. n. št. in 310 pr. n. št.. 